# دبیرستان موزیکال ۳: سال آخر (موسیقی متن)
دبیرستان موزیکال ۳: سال آخر (انگلیسی: High School Musical 3: Senior Year) آلبوم موسیقی متن فیلم دبیرستان موزیکال ۳: سال آخر که توسط والت دیزنی پیکچرز ساخته شد این آلبوم در ۲۱ اکتبر ۲۰۰۸ در آمریکا منتشر شد.

## اطلاعات آلبوم
این آلبوم در هفته اول فروش در ایالات متحده ۲۹۷۰۰۰ نسخه فروخت و در رتبه دوم بیلبورد ۲۰۰ قرار گرفت.